# Charles Mouton
Charles Mouton fue un compositor y laudista francés. Existe poca información conocida sobre él. Probablemente nació en Rouen cerca del año 1626, se cree que estudio con Denis Gaultier y a principios de su carrera trabajó en la Casa de Saboya familia noble del norte de Italia, que tuvo su solar en el Ducado de Saboya en la actual Turín. En la década de 1660, se trasladó a París donde se convirtió en profesor de laúd y enseño a los miembros de la nobleza. Volvió a Turín en 1676, y luego regreso a París en 1678. Alrededor de 1680, publicó dos libros de piezas para laúd en modos diferentes, de los cuales hay una copia única. Aunque de acuerdo con el catálogo de la editorial de música Estienne Roger (Ámsterdam, 1716), había cuatro libros. También hay otras piezas dispersas en varios manuscritos que juntos suman más de 120 piezas. Frecuentó activamente los círculos aristocráticos de París y podría haber estado también en los de Bohemia.

## Obras
- piezas en diferentes modos para laúd, París, en edición del autor. Según el catálogo de la música de Stephen impresora Roger (Ámsterdam 1716) había cuatro libros. Es conocido como Libros 1 y 2 con 29 piezas. Cada libro porta una introducción de laúd.

- Encontramos otras piezas impresas en partes, conservadas en bibliotecas diferentes: 16 piezas en la Biblioteca Nacional de Francia en el "manuscrito Barbe" y 24 en el "manuscrito Milleran", (estas piezas son con o sin dobles, inspiradas y extraídas de arrangemùents Lully Belerofonte, Proserpina, Le Triomphe de l'amour, Psique e Isis). Todavía se pueden encontrar en la biblioteca de Besançon en el manuscrito Vaudry Saizenay, en la Biblioteca Estatal de Berlín (Mus. mss. 40627, 40633), en la Biblioteca de Raudnitz Lobkowitz, en la biblioteca de Augsburgo y en las instituciones de investigación del histórico monasterio de St. Florian.